# Валява (Черкасская область)
Валя́ва (укр. Валява) — село в Городищенском районе Черкасской области Украины.
Село расположено в 7 км от районного центра — города Городище и в 13 км от железнодорожной станции Завадовка, центр сельского совета. В селе проживает журналист и писатель Вадим Никитенко.

## В селе родились
- Герой Советского Союза П. П. Яровой;
- отечественный живописец академик Г. И. Лапченко, 1801—1876);
- украинская советская художница О. Т. Павленко;
- украинский и русский революционный поэт П. К. Махння (1890—1922);
- советский разведчик и дипломат А. Г. Бармин (1899—1987).

## Настоящее время
На территории Валявы размещена центральная усадьба колхоза «Победа», занимает 5361,2 га земли, из них 3726 га — пахотной. Население здесь выращивает зерновые и технические культуры. Развито мясо-молочное производство. В селе есть кирпичный завод, овощная фабрика, винный цех.
В Валяве работает средняя школа, два клуба на 650 мест, 3 библиотеки с фондом 22,5 тыс. книг, больница на 25 кроватей, роддом.